# Клепечихинська сільська рада
Клепечи́хинська сільська рада (рос. Клепечихинский сельский совет) — сільське поселення у складі Поспєлихинського району Алтайського краю Росії. Адміністративний центр — село Клепечиха.

## Населення
Населення — 1301 особа (2019; 1431 в 2010, 1548 у 2002).

## Склад
До складу сільської ради входять:
| Населений пункт   | Населення, осіб (2002) | Населення, осіб (2010) |
| ----------------- | ---------------------- | ---------------------- |
| Березовка, селище | 104                    | 101                    |
| Клепечиха, село   | 1444                   | 1330                   |